# Тош-Булак (Чуйская область)
Тош-Булак (кирг. Төш-Булак, до 1991 года Белогорка) — село в Сокулукском районе Чуйской области Кыргызстана. Входит в состав Тош-Булакского аильного округа. Код СОАТЕ — 41708 222 805 01 0

## Население
По данным переписи 2023 года, в селе проживало 2 112 человек.

## География
Село расположено вдоль реки Сокулук, в предгорьях северного Тянь-Шаня. Высота — около 1265 м над уровнем моря. В окрестностях ряд природных достопримечательностей: горное озеро Бёрюлю в 6 километрах от села, водопад «Белогорка» высотой 60 метров, впадающий в реку Сокулук, пик Чёрный Кремль (Чёрный Шпиль) высотой 4192 метра находится в 20 километрах по ущелью.

## Известные уроженцы
Темир Аргембаевич — киргизский государственный и политический деятель. Заместитель председателя временного правительства Кыргызстана, министр финансов, министр экономики, председатель политической партии «Ак-Шумкар». 20-й Премьер-министр Киргизской Республики.

## Дипломатические представительства
Генеральное Консульство Королевства Испания